# Schimmelkaas

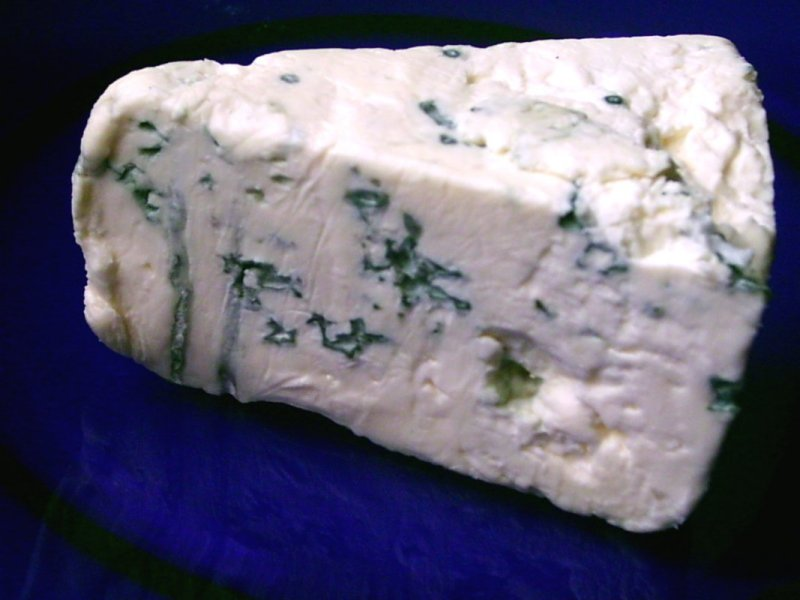
Blauwschimmelkaas

Schimmelkaas is kaas die gedurende de fabricage bewerkt is met schimmelsporen. De gebruikte schimmel is een variëteit van de Penicillium en wit (Penicillium Candidum), groen of blauwachtig van kleur (Penicillium roqueforti). Kaas met een rode korst is niet voorzien van schimmel, maar van een bacteriesoort (Bacterium linens).
De schimmel wordt bijvoorbeeld in gangen in de kaasmassa gebracht door er naalden (zo dik als een breinaald) door te steken, door de schimmelsporen door de kaasmassa te kneden of eenvoudig door de kaasmassa ermee te bestrooien.
De schimmel heeft twee functies: hij conserveert de kaas, door ongewenste andere schimmels buiten te houden, en hij beïnvloedt de geur, smaak en consistentie. Het resultaat loopt van geval tot geval uiteen, maar meestal zijn witschimmelkazen zachter van smaak en blauwschimmelkazen scherper. Blauwe kazen zijn meestal steviger van textuur dan witte of rode, die nog weleens langzaam van het kaasplankje 'lopen'. Er zijn ook kaassoorten die van witte én blauwe schimmel zijn voorzien of van schimmel én roodbacterie. De bekendste schimmel- en bacteriekazen worden gemaakt in Frankrijk en Italië, merknamen zijn vaak beschermd.